# Kotjärnen (Los socken, Hälsingland, 684507-146895)
Kotjärnen är en sjö i Ljusdals kommun i Hälsingland och ingår i Ljusnans huvudavrinningsområde.